# Isolamento genético
Isolamento genético é quando uma população de organismos com pouca mistura genética com outros organismos da mesma espécie devido ao isolamento geográfico ou outros fatores que impedem a reprodução. Os isolamento genético forma novas espécies através de um processo evolutivo conhecido como especiação.
Diversidade genética significativa pode ser detectada nos limites da distribuição de uma espécie, onde a fragmentação e o isolamento da população têm maior probabilidade de afetar os processos genéticos. A fragmentação é a divisão de uma grande população em habitats menores e geograficamente separados, resultando em diferenças genéticas dentro e entre grupos. A divisão regional é produzida por uma variedade de fatores, incluindo processos ambientais que alteram regularmente a distribuição indígena de uma espécie. Além disso, as mudanças ambientais causadas pelo ser humano, como o desmatamento e a degradação da terra, podem resultar em mudanças rápidas na distribuição de uma espécie, levando à diminuição da população, à segmentação e ao isolamento regional.

## História
O isolamento, em combinação com a diminuição da qualidade do habitat e uma densidade populacional limitada, provavelmente resultará no colapso de uma população e em sua extinção. Foi demonstrado que a taxa de mutação aleatória, a deriva, as altas taxas de endogamia, o fluxo gênico restrito e a extinção regional aumentam com o isolamento. Condições climáticas variáveis, tais como alterações climáticas geográficas específicas, podem causar pressões que podem alterar drasticamente a composição genética de uma espécie, produzindo diferenças através de processos de selecção totalmente diferentes, bem como conduzindo a um maior isolamento genético entre populações numa heterogeneidade paisagística.
A heterogeneidade ambiental tem sido historicamente identificada como uma fonte vital de variações e distinções genéticas devido ao isolamento e vários estudos encontraram correlações entre diferenças genéticas neutras, heterogeneidade ecológica e isolamento genético. O isolamento genético e as diferentes associações na heterogeneidade regional poderiam ser citados como evidência de uma seleção diversificada que funciona em genomas inteiros, abrangendo genes manifestamente neutros. Eles podem ser usados para prever os efeitos de longo prazo de fatores ambientais na diversidade genética e no isolamento.